# جو کار (بازیکن فوتبال اهل انگلستان)
جو کار (انگلیسی: Joe Carr; ۱۹۱۹ – ۳۱ مه ۱۹۴۰) بازیکن فوتبال اهل انگلستان بود.